# ナット (単位)
ナット(nat)は、情報量の単位である。natは"natural unit of information"（情報の自然単位）の略である。
ビット（またはシャノン）が2を底とする対数（二進対数）を使用するのに対し、ナットは自然対数を使用する。"natural unit of information"（情報の自然単位）と呼ぶのはこのためである。
ボルツマン定数を1に正規化した自然単位系では、熱力学エントロピーの値はナットで測定できる。情報量を自然対数で書き表すと、
{\displaystyle H=-\sum _{i}p_{i}\ln p_{i}}
となり、ナットによる数値を暗黙のうちに与えている。
1ナットは1/ln 2 シャノン(Sh) ≈ 1.44 Sh、1/ln 10 ハートレー(Hart) ≈ 0.434 Hartに等しい。ここで、1.44や0.434という数値は、以下の関係から導出される。
{\displaystyle \left(2^{x}=e^{1}\Rightarrow x={\tfrac {1}{\ln 2}}\right)},
{\displaystyle \left(10^{x}=e^{1}\Rightarrow x={\tfrac {1}{\ln 10}}\right)}.
1ナットは、起こる確率が1⁄eの出来事が持つ情報量である。

## 歴史
アラン・チューリングは「ナチュラル・バン(natural ban)」と呼んでいた。ブルトンとウォーレスは最小メッセージ長に関連して「ニト(nit)」という言葉を使っていたが、後に最小記述長に関連して「ナット(nat)」に変更した。これは、輝度の単位として用いられていた「ニト(nit)」と紛らわしいためである。他に、ネイピア数(e)を使用することから「ネピット(nepit)」とも呼ばれる。